# (8319) Antiphanes
(8319) Antiphanes (3365 T-2) – planetoida z pasa głównego asteroid okrążająca Słońce w ciągu 5,7 lat w średniej odległości 3,19 au. Odkryta 25 września 1973 roku.